# Puya reflexiflora
Puya reflexiflora är en gräsväxtart som beskrevs av Carl Christian Mez. Puya reflexiflora ingår i släktet Puya och familjen Bromeliaceae. Inga underarter finns listade i Catalogue of Life.